# سالوتسو
سالوتسو (به ایتالیایی: Saluzzo) یک کومونه در ایتالیا است که در استان کونیو واقع شده‌است.

## خصوصیات
سالوتسو ۷۵ کیلومترمربع مساحت و ۱۷٬۱۸۳ نفر جمعیت دارد و ۳۹۵ متر بالاتر از سطح دریا واقع شده‌است.